# Lakelandväckelsen
Lakelandväckelsen (Lakeland Revival) var en kristen väckelse som började den 2 april 2008, när predikanten Todd Bentley var inbjuden till Ignited Church av pastor Stephen Strader. Det var från början tänkt att Bentley skulle stanna fyra dagar, men han var kvar i fyra månader. Genom tv-sändningar blev väckelsen känd bland pingstvänner och karismatiker över hela världen. Den 29 maj 2008 uppskattade man att 140.000 personer från mer än 40 länder hade besökt mötena och att 1,2 miljoner hade följt sändningarna över internet. Väckelsen liknade på många sätt de väckelser som skedde på 1990-talet, till exempel Torontovälsignelsen och Brownsvilleväckelsen, men hade dock mer fokus på helande och evangelisation, varade under en kortare period och var mer bunden till Todd Bentley som person.
Bentleys tog först en time-out, men lämnade sedan ledarskapet för väckelsen den 11 augusti 2008, efter skilsmässa, men väckelse fortsatte fram till 12 oktober 2008.

## Påståenden om mirakel och helanden
Det förekom många rapporter om helanden och mirakel under väckelsen. Teveprogrammet ABC Nightline undersökte i juli 2008 dessa påstådda mirakel och helanden och kunde inte hitta några oberoende belägg för att de faktiskt hade ägt rum.

## Kritik
Väckelsen fick kritik för sin förbindelse med de omstridda Kansasprofeterna, som var kända för tvivelaktig teologi.